# Devotieprentje

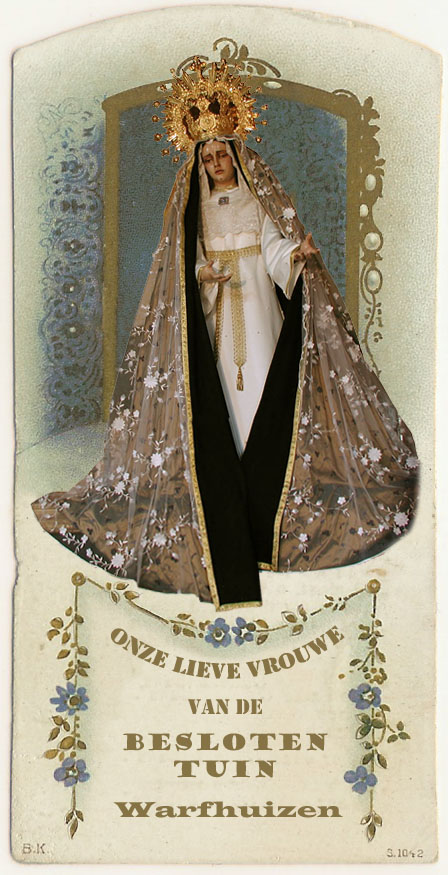
Prentje van Maria als Onze-Lieve-Vrouw van Smarten in de Kluiskerk in Warfhuizen.

Een devotieprentje, heiligenprentje of san(c)tje is een prentje met een weergave uit het christendom. Op deze prenten worden goddelijke figuren zoals Jezus, Maria of een andere heilige weergegeven maar ook religieuze taferelen. Er werd vaak een kleine tekst toegevoegd, zoals een gebed op de achterzijde van de prent.
De prenten helpen een beeld te vormen van de kerkelijke en devotionele belevingswereld. Dankzij het kleine formaat, de grotere oplagen en de daarmee verbonden lagere kostprijs zijn er betrekkelijk veel historische prentjes bewaard gebleven.
In Noord-Brabant en Vlaanderen wordt zo'n prentje ook wel een santje of sanctje genoemd. In vele kerken en bedevaartsoorden kan men moderne prenten verkrijgen.

## Geschiedenis
De oudst bewaarde devotieprentjes dateren van omstreeks 1250. Hierbij hadden ze een functie als boekverluchting: ze hielpen de lezer de tekst te begrijpen. Na de komst van de houtsnede, rond de jaren 1400, werden devotieprentjes losstaand verspreid, dit liet toe om de grote getallen  ongeletterden te bereiken.
Na de ontwikkeling van de kopergravure kende het devotieprentje een bloeiperiode.
Ten tijde van de contrareformatie streefde het Concilie van Trente een verinnerlijking en privatisering na van de geloofsbeleving. Concreet beoogde men hiermee een verdieping van het rooms-katholieke geloof en een bekerering van de protestantse gelovigen. De devotieprentjes waren een adequaat medium voor de geestelijken om een groot deel van het publiek een uniform beeld over het geloof bij te brengen.

## Functie
De prent als medium liet de geestelijkheid toe aan ongeletterden de geloofsdogma's bij te brengen buiten de directe kerkelijke omgeving. De prenten zijn typisch eenvoudig interpreteerbaard en bevattelijk. Het schilderij 'De boodschap aan Maria' van Meester van Flemalle illustreert het ophangen van de prenten in de woningen van de gelovigen als een soort decoratie. De prentjes hadden een devotionele functie: de gelovige droeg de prent bij zich als bescherming tegen onheil en ziekte of als gebedsmiddel.

## Modern gebruik
De devotieprentjes hebben een zekere verzamelwaarde en er bestaan als dusdanig collecties in musea.  